# Данэм, Лина
Ли́на Да́нэм (англ. Lena Dunham; род. 13 мая 1986) — американская актриса, писательница, режиссёр и продюсер. Данэм привлекла внимание в 2010 году, сняв фильм «Крошечная мебель», который принес ей премию «Независимый дух» за лучший сценарий, а её прорыв произошёл в 2012 году после выхода комедийного сериала канала HBO «Девчонки», за работу в котором она была выдвинута сразу в четырёх категориях на премию «Эмми»; за «Лучшую женскую роль в комедийном телесериале», «Лучший сценарий» и «Лучшую режиссуру», а также как продюсер в категории за «Лучший комедийный сериал». Также в 2013 году она была удостоена премии «Золотой глобус» за свою роль в шоу. В том же году Данэм включили в список 100 самых влиятельных людей в мире по версии Time.

## Жизнь и карьера
Лина Данэм родилась в Нью-Йорке в семье фотографа и дизайнера Лори Симмонс и художника Кэрролла Данэма. Во время учёбы в школе Санкт-Энн в Бруклине, Нью-Йорк, Лина встретила Джемайму Кёрк, с которой впоследствии снялась в независимом фильме «Крошечная мебель» в 2010 году. В 2008 году она окончила Оберлинский колледж, где изучала сценарное мастерство, и в последующие годы сосредоточилась на карьере актрисы и сценариста.
В 2010 году Данэм написала сценарий, срежиссировала и сыграла главную роль в независимом фильме «Крошечная мебель», который принес ей ряд наград и номинаций, включая премию «Независимый дух» за лучший сценарий. В следующем году Лина Данэм продала сценарий комедийного сериала «Девчонки» каналу HBO, где сыграла главную роль и выступила как главный продюсер наравне с Джаддом Апатоу. Шоу было встречено множеством благоприятных отзывов от критиков, а также добилось успеха в телевизионных рейтингах. За первый сезон Данэм в общей сложности получила четыре номинации на премию «Эмми»: как продюсер в категории за «Лучший комедийный сериал», а также три индивидуальные награды, за «Лучшую женскую роль в комедийном телесериале», «Лучший сценарий» и «Лучшую режиссуру комедийного сериала». Также она была номинирована на «Золотой глобус» за лучшую женскую роль в телевизионном сериале — комедия или мюзикл, а её шоу на «Золотой глобус» за лучший телевизионный сериал — комедия или мюзикл в 2012 году.
30 сентября 2014 года вышла её книга Not That Kind of Girl: A Young Woman Tells You What She’s «Learned». Данэм посвятила книгу Норe Эфрон, с которой дружила.
Вместе со своей подругой и шоу-раннером сериала «Девчонки», Дженнифер Коннер, в 2015 году Данэм создала онлайн-издание Lenny Letter. Это самофинансируемый проект, который предоставляет платформу для молодых женских голосов, чтобы обсудить проблемы феминистского толка.

## Личная жизнь
В 2012 году Лина начала встречаться с Джеком Антонофф, вокалистом группы Fun и основателем группы Bleachers. Они были вместе до декабря 2017 года.
В детстве Лине поставили диагноз обсессивно-компульсивное расстройство, она принимает антидепрессанты, чтобы сдерживать тревожный невроз.
В феврале 2018 года Данэм написала эссе для журнала Vogue, посвящённое её решению сделать гистерэктомию вследствие эндометриоза.
Данэм также был поставлен диагноз синдром Элерса — Данлоса.
В сентябре 2021 года Лина вышла замуж за музыканта Луи Фелбера.

## Фильмография

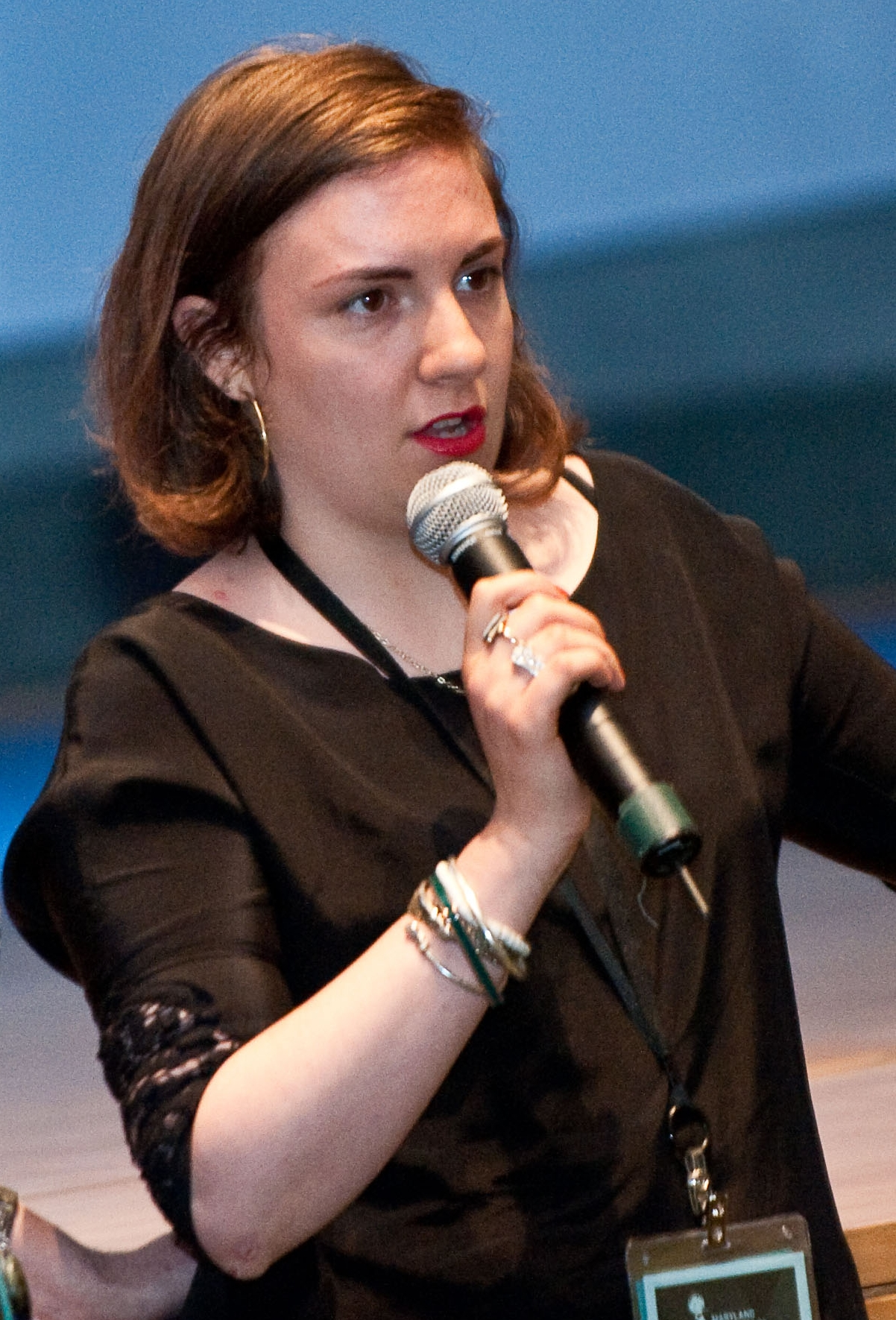
Данэм в 2010 году

### Актриса
| Год       |     | Русское название                   | Оригинальное название                      | Роль                 |
| --------- | --- | ---------------------------------- | ------------------------------------------ | -------------------- |
| 2006      | кор | —                                  | Dealing                                    | Джорджия             |
| 2007      | с   | —                                  | Tight Shots                                | н/д                  |
| 2007      | кор | —                                  | Una & Jacques                              | н/д                  |
| 2009      | с   | —                                  | Delusional Downtown Divas                  | Уна                  |
| 2009      | ф   | —                                  | Creative Nonfiction                        | Элла                 |
| 2009      | ф   | Дом дьявола                        | The House of the Devil                     | оператор 911         |
| 2009      | кор | —                                  | The Viewer                                 | Голос                |
| 2009      | кор | —                                  | Family Tree                                | Лина                 |
| 2010      | ф   | Габи на крыше в июле               | Gabi on the Roof in July                   | Колби                |
| 2010      | ф   | Крошечная мебель                   | Tiny Furniture                             | Аура                 |
| 2011      | ф   | Тайны старого отеля                | The Innkeepers                             | бариста              |
| 2011      | с   | Милдред Пирс                       | Mildred Pierce                             | медсестра            |
| 2012      | ф   | Это моя девушка                    | Supporting Characters                      | Алекса               |
| 2012      | ф   | Любовь по-взрослому                | This Is 40                                 | Кэт                  |
| 2012—2017 | с   | Девчонки                           | Girls                                      | Ханна Хорват         |
| 2014      | ф   | Счастливого Рождества              | Happy Christmas                            | Карсон               |
| 2014—2016 | мс  | Время приключений                  | Adventure Time                             | Бетти Гроф           |
| 2015      | кор | 7 дней в аду                       | 7 Days in Hell                             | Ленни Денвер         |
| 2015      | с   | Скандал                            | Scandal                                    | Сюзанн Томас         |
| 2015      | ф   | Небо                               | Sky                                        | Билли                |
| 2015      | мс  | Симпсоны                           | The Simpsons                               | Сюзанн Томас         |
| 2016      | ф   | Не думай дважды                    | Don’t Think Twice                          | в роли самой себя    |
| 2016      | ф   | —                                  | My Art                                     | Мерил                |
| 2016      | мф  | Моя школа тонет в море             | My Entire High School Sinking Into the Sea | Мэри                 |
| 2016      | с   | Кайф с доставкой                   | High Maintenance                           | в роли самой себя    |
| 2017      | с   | Американская история ужасов: Культ | American Horror Story: Cult                | Валери Соланас       |
| 2019      | ф   | Однажды в Голливуде                | Once Upon a Time in Hollywood              | Кэтрин «Джипси» Шеар |
| 2020      | с   | —                                  | Dirty Diana                                | Лакс                 |
| 2020      | ф   | Дублёрша                           | The Stand-In                               | Лиза                 |
| 2021      | ф   | Мьюзик                             | Music                                      | администратор        |
| 2024      | ф   | Сокровище                          | Treasure                                   | Рут                  |

### Режиссёр, сценарист, продюсер
| Год       | Название         | Оригинальное название                    | Режиссёр    | Сценарист   | Продюсер    | Примечания                            |
| --------- | ---------------- | ---------------------------------------- | ----------- | ----------- | ----------- | ------------------------------------- |
| 2006      | —                | Dealing                                  | Да          | Да          |             | короткометражный фильм                |
| 2006      | —                | Pressure                                 | Да          |             |             | документальный фильм                  |
| 2007      | —                | Tight Shots                              | Да          | Да          |             | телесериал                            |
| 2007      | —                | The Fountain                             | Да          |             |             | короткометражный фильм                |
| 2007      | —                | Open the Door                            | Да          |             |             | короткометражный фильм                |
| 2007      | —                | Hooker on Campus                         | Да          |             |             | короткометражный фильм                |
| 2009      | —                | Delusional Downtown Divas                | Да          | Да          | Да          | телесериал                            |
| 2009      | —                | Creative Nonfiction                      | Да          | Да          |             |                                       |
| 2010      | Крошечная мебель | Tiny Furniture                           | Да          | Да          |             |                                       |
| 2012      | Никто не уходит  | Nobody Walks                             |             | Да          |             |                                       |
| 2012—2017 | Девчонки         | Girls                                    | Да (19 эп.) | Да (62 эп.) | Да (62 эп.) | телесериал                            |
| 2013      | —                | Best Friends                             | Да          | Да          |             | короткометражный фильм                |
| 2013      | Выбираю тебя     | Choose You                               |             | Да          |             | короткометражный фильм                |
| 2014      | —                | Cover Girl                               |             | Да          |             | короткометражный фильм                |
| 2015      | Хилари и я       | It’s Me, Hilary: The Man Who Drew Eloise |             |             | Да          | короткометражный документальный фильм |
| 2016      | Не просто костюм | Suited                                   |             |             | Да          | документальный фильм                  |
| 2016      | —                | Max                                      | Да          |             | Да          | телефильм                             |
| 2017      | —                | 100 Years                                | Да          |             | Да          | короткометражный документальный фильм |
| 2017      | Проект «Токио»   | Tokyo Project                            |             |             | Да          | документальный фильм                  |
| 2018      | Ленни            | Lenny                                    |             |             | Да          | телефильм                             |
| 2018      | Кемпинг          | Camping                                  |             | Да (8 эп.)  | Да (8 эп.)  | телесериал                            |
| 2020      | Индустрия        | Industry                                 | Да (1 эп.)  |             | Да (8 эп.)  | телесериал                            |
| —         | —                | Catherine, Called Birdy                  | Да          | Да          | Да          |                                       |
| —         | —                | Sharp Stick                              | Да          | Да          | Да          |                                       |

## Награды и номинации
| Год  | Премия                                | Категория                                | Работа           | Результат |
| ---- | ------------------------------------- | ---------------------------------------- | ---------------- | --------- |
| 2010 | «Готэм»                               | Лучший режиссёр                          | Крошечная мебель | Номинация |
| 2010 | «Готэм»                               | Лучший актёрский состав                  | Крошечная мебель | Номинация |
| 2010 | Ассоциация кинокритиков Лос-Анджелеса | Специальный приз                         | Крошечная мебель | Победа    |
| 2010 | Кинофестиваль Сарасоты                | Специальный приз                         | Крошечная мебель | Победа    |
| 2011 | «Независимый дух»                     | Лучший дебютный сценарий                 | Крошечная мебель | Победа    |
| 2012 | Выбор телевизионных критиков          | Лучшая актриса в комедийном телесериале  | Девчонки         | Номинация |
| 2012 | Ассоциация телевизионных критиков     | Личные достижения в комедии              | Девчонки         | Номинация |
| 2012 | «Эмми»                                | Лучший комедийный сериал                 | Девчонки         | Номинация |
| 2012 | «Эмми»                                | Лучший сценарий в комедийном сериале     | Девчонки         | Номинация |
| 2012 | «Эмми»                                | Лучшая режиссура в комедийном сериале    | Девчонки         | Номинация |
| 2012 | «Эмми»                                | Лучшая актриса в комедийном телесериале  | Девчонки         | Номинация |
| 2012 | «Спутник»                             | Лучшая женская роль — комедия или мюзикл | Девчонки         | Номинация |
| 2013 | «Золотой глобус»                      | Лучшая женская роль — комедия или мюзикл | Девчонки         | Победа    |
| 2013 | «Грейси»                              | Лучшая режиссура в комедийном сериале    | Девчонки         | Победа    |
| 2013 | Премия Гильдии сценаристов США        | Лучший комедийный сериал                 | Девчонки         | Номинация |
| 2013 | Премия Гильдии сценаристов США        | Лучший новый сериал                      | Девчонки         | Победа    |
| 2013 | Премия Гильдии режиссёров США         | Лучшая режиссура в комедийном сериале    | Девчонки         | Победа    |
| 2013 | BAFTA                                 | Лучший зарубежный сериал                 | Девчонки         | Победа    |
| 2013 | Выбор телевизионных критиков          | Лучшая актриса в комедийном телесериале  | Девчонки         | Номинация |
| 2013 | Ассоциация телевизионных критиков     | Премия за личные достижения в комедии    | Девчонки         | Номинация |
| 2013 | «Эмми»                                | Лучший комедийный сериал                 | Девчонки         | Номинация |
| 2013 | «Эмми»                                | Лучшая режиссура в комедийном сериале    | Девчонки         | Номинация |
| 2013 | «Эмми»                                | Лучшая актриса в комедийном телесериале  | Девчонки         | Номинация |